# Tetramorium galoasanum
Tetramorium galoasanum är en myrart som beskrevs av Santschi 1910. Tetramorium galoasanum ingår i släktet Tetramorium och familjen myror. Inga underarter finns listade i Catalogue of Life.